# The Crusher
The Crusher – trzeci studyjny album szwedzkiej grupy wykonującej melodic death metal, Amon Amarth, wydany 8 maja 2001 nakładem Metal Blade Records.

## Lista utworów
1. "Bastards of a Lying Breed" – 5:33
2. "Masters of War" – 4:35
3. "The Sound of Eight Hooves" – 4:50
4. "Risen From the Sea (2000)" – 4:26
5. "As Long as the Raven Flies" – 4:04
6. "A Fury Divine" – 6:36
7. "Annihilation of Hammerfest" – 5:03
8. "The Fall Through Ginnungagap" – 5:21
9. "Releasing Surtur's Fire" – 5:30
10. "The Eyes of Horror" – 3:34 (cover Possessed)

## Twórcy
- Fredrik Andersson – perkusja
- Olavi Mikkonen – gitara
- Johan Hegg – śpiew
- Johan Söderberg – gitara
- Ted Lundström – gitara basowa